# Volker Herrmann (Theologe)
Volker Herrmann (* 22. Februar 1966; † 22. November 2021) war ein deutscher evangelischer Theologe.

## Leben
Herrmann studierte evangelische Theologie in Kiel, Hamburg und Heidelberg. Das erste Staatsexamen legte er 1993 bei der Evangelisch-lutherischen Landeskirche Hannovers ab. Nach der Promotion zum Dr. theol. 2000 an der Universität Heidelberg war er seit 2004 Professor für Evangelische Theologie, Schwerpunkt Diakoniewissenschaft, an der Evangelischen Fachhochschule Darmstadt, Studienstandort Hephata (Schwalmstadt).
Seine Schwerpunkte in Lehre und Forschung waren Theologie und Ethik des Helfens, biblische und theologische Grundlagen der Diakonie, historische Dimensionen christlicher Sozialarbeit und aktuelle Fragestellungen der Diakonie und Wohlfahrtspflege.

## Schriften (Auswahl)
- mit Jochen-Christoph Kaiser und Theodor Strohm: Bibliographie zur Geschichte der deutschen evangelischen Diakonie im 19. und 20. Jahrhundert. Stuttgart 1997.
- Martin Gerhardt (1894–1952) – der Historiker der Inneren Mission. Eine biographische Studie über den Begründer der Diakoniegeschichtsforschung. (Dissertation: zugelassen durch Universität Heidelberg 1999.) Universitätsverlag Winter, Heidelberg 2003.
- als Herausgeber: „Liturgie und Diakonie“. Zu Leben und Werk von Herbert Krimm. Diakoniewissenschaftliches Institut, Heidelberg 2003.
- Innere Mission – Volksmission – Diakoniewissenschaft. Studien zur Diakoniegeschichte. Leipzig 2023.